# Schlacht bei Lenzen
Die Schlacht bei Lenzen fand am 4. September 929 zwischen Sachsen und Elbslawen in der Nähe von Lenzen statt.
Von dem Sieg der Sachsen über die slawischen Redarier berichtet Widukind von Corvey in seiner um 967 entstandenen Sachsengeschichte, der damalige ostfränkische König Heinrich I. hätte die slawischen Stämme der Abodriten, Wilzen, Heveller, Daleminzier, Böhmen und Redarier militärisch unterworfen und tributpflichtig gemacht. Im August des Jahres 929 hätten jedoch die Redarier den Frieden gebrochen, sich gegen die Tributpflicht erhoben und die sächsische Burg Walsleben an der Uchte im heutigen Sachsen-Anhalt zerstört. Nach diesem Erfolg schlossen sich „alle barbarischen Völker“ den siegreichen Redariern an.
Daraufhin entsandte Heinrich I. die beiden Grafen Bernhard (als den für das Gebiet der Redarier Verantwortlichen) und Thietmar als gleichberechtigte Oberbefehlshaber eines sächsischen Heeres, um die Burg Lenzen zu belagern und so den Aufstand niederzuwerfen. Diese Burg lag östlich der Elbe im Gebiet der slawischen Linonen. Nach fünftägiger Belagerung berichteten sächsische Kundschafter vom Herannahen eines gewaltigen slawischen Entsatzheeres, das voraussichtlich am nächsten Morgen angreifen werde. Die Sachsen wachten die ganze Nacht bei strömendem Regen, beteten und versicherten sich und ihrem Heerführer Beistand für die anstehende Schlacht, wobei sie die Beistandspflichten eidlich bekräftigten. Mit dem anbrechenden Tag griff das überwiegend aus Fußsoldaten bestehende Heer der Redarier die Belagerer an. Aufgrund des vom Regen aufgeweichten Bodens und ihrer durchnässten Kleidung konnten die Angreifer nicht ihre volle Kraft entfalten, so dass die zahlenmäßig unterlegenen Sachsen dem slawischen Heer standhielten. Während es im Zentrum auf beiden Seiten in ergebnislosem Kampf zu starken Verlusten kam, erzielten die Sachsen auf den Flügeln leichte Vorteile. Schließlich befahl Bernhard dem Grafen Thietmar einen Flankenangriff, der 50 „Geharnischte“ – möglicherweise Panzerreiter – einsetzte. Daraufhin begann sich das Heer der Slawen aufzulösen. Ein Teil der Fliehenden versuchte in die belagerte Burg zu entkommen, doch die Truppen Thietmars versperrten ihnen den Weg und töteten sie. Der andere Teil wich in ein Moor oder einen See aus, wo viele ertranken. Während die Reiterei der Redarier zum großen Teil entkam, sollen alle Fußsoldaten ums Leben gekommen sein. Widukind nennt eine fantastische Gefallenenzahl von unglaublichen 200.000 Redariern. Auf Seiten der Sachsen hingegen seien nur wenige Edelleute gefallen.
Anschließend wandte sich das siegreiche sächsische Heer der belagerten Burg Lenzen zu, deren Besatzung sich samt ihrem „König“ (rex) sofort ergab. Die Burg wurde geplündert und alle Bewohner versklavt. Bernhard und Thietmar kehrten mit 800 Gefangenen nach Sachsen zurück, wo ihnen und den anderen Anführern vom König ein ehrenvoller Empfang bereitet wurde. Die Gefangenen ließ der König alle enthaupten.